# Суверенитет и прогресс
Суверенитет и прогресс (кат.  Sobirania i Progés) — политическое движение в Каталонских странах, основано 4 октября 2006 года.
Это движение объединяет сторонников самоуправления Каталонии и других каталонских стран, значительное число членов этого движения поддерживают проведение референдума по вопросу о независимости Каталонии.

## Организаторы
- Жуел Жуан (кат.  Joel Joan) — актёр и режиссёр
- Ализенда Палузия (кат.  Elisenda Paluzie) — преподаватель экономики в Университете Барселоны
- Анна Пучбер (кат.  Anna Puigvert) — врач
- Уриол Жункерас (кат.  Oriol Junqueras) — историк
- Ектур Лопес Буфиль (кат.  Hèctor López Bofill) — преподаватель конституционного права в Университете Помпеи Фабри
- Мария Марсе Рока (кат.  Maria Mercè Roca) — писатель и депутат парламента Каталонии
- Рамон Карранса (кат.  Ramon Carranza) — бизнесмен
- Микел Струбель (кат.  Miquel Strubell) — преподаватель языкового планирования в Открытом университете Каталонии
- Шабье Биньялс (кат.  Xavier Vinyals)
- Изабел Палярес (кат.  Isabel Pallarès) — секретарь профсоюза «Intersindical-CSC»
- Жуан Коста (кат.  Joan Costa) — преподаватель экономики в Университете Барселоны, исследователь Лондонской школы экономики
- Антони Абад (кат.  Antoni Abad) — юрист